# 蝙蝠比利
《蝙蝠比利》（Billy Bat）是浦澤直樹繪製的一部懸疑類型日本漫畫。2008年10月於日本講談社漫畫週刊《Morning》第44期開始連載。

## 故事簡介
1949年，年輕的美籍日裔漫畫家凱文‧山縣為了尋找自己作品中蝙蝠比利的原型來到日本東京，他在一本古書《黑蝙蝠寫本》中發現了蝙蝠比利，卻因此被自己的同事查理‧石冢要挾，然而查理‧石冢卻離奇死亡。一個叫做來棲的神秘男子指使凱文拋屍於鐵軌，凱文發現自己已經陷入了一個巨大的陰謀...

## 登場角色
山縣金持（凱文·山縣）（KEVIN YAMAGATA）
本作的主角，年輕的美籍日裔漫畫家，漫畫《蝙蝠比利》的作者，曾到東京調查蝙蝠比利的真相，但陷入了一個巨大的陰謀。後來回到美國卻一度失蹤。
蝙蝠比利
在本作中非常神秘而重要的存在，被猶大認為是上帝的形象，在太空人踏上月球之前就被繪於月球表面，有黑白之分。起初出現某個山洞，被沙勿略神父繪於《蝙蝠卷軸》當中，之後《蝙蝠卷軸》被彌次郎送往伊賀。在伊賀之里當中，服部家以《蝙蝠卷軸》為藍本騰出《黑蝙蝠寫本》。在天正伊賀之亂後，《蝙蝠卷軸》被埋於伊勢山林，《黑蝙蝠寫本》流傳於後世。山縣金持 (凱文˙山縣)在美軍當任翻譯時期無意間看見牆壁上的的蝙蝠圖樣，回美國後畫出蝙蝠比利的漫畫。之後回日本看到《黑蝙蝠寫本》之後，獲得了看見蝙蝠的能力，成為被選中的漫畫家-唐麻雜風的後繼者，傳達蝙蝠預言的事件。存在於山縣金持 (凱文˙山縣)和唐麻雜風的漫畫中，但實際上遠非一個漫畫角色那麼簡單。它和許多重大歷史事件、人物有著密切關聯，甚至推動著人類歷史的發展。
《蝙蝠卷軸》擁有改變歷史的力量。在唐麻雜風詢問愛因斯坦有關時光旅行之時，愛因斯坦給予雜風警告，不要去碰觸時光旅行。
查理‧石塚
美籍日裔軍人，凱文服役時的戰友。幫助凱文在古書《黑蝙蝠寫本》中找到了蝙蝠比利。隨後以指控凱文抄襲日本漫畫來要挾凱文，卻和凱文一同中了麻藥，昏迷後被殺害，屍體被拋到鐵軌上讓火車軋過。
唐麻雜風
日本老漫畫家，被選中的漫畫家之一，同樣畫著蝙蝠比利。他的漫畫預言了一些重大事件,如國鐵三大謎案。似乎瞭解不少蝙蝠比利的秘密。
來棲
日本特務，隸屬於日本的特務機構加農機關。似乎在調查蝙蝠比利，與多起殺人事件有關，曾經想把凱文滅口但未得逞。
芬利上尉
GHQ(聯合國軍最高司令官總司令部)的特別審查官，想得到《蝙蝠捲軸》，並聲稱這就是「真正的黑暗」。
史密斯探員（化名）
美國CIA(中央情報局)特工，自稱在日本暗中調查潛伏在GHQ內部的共產主義者。後來開始調查與蝙蝠比利相關的案件以及背後牽涉的陰謀，並回到美國尋找凱文的去向。
勘兵衛
志能備(忍者)，是伊賀上忍三家之中(服部家、百地家和藤林家)百地家的忍者，以飛腳著稱。在天正伊賀之亂時，受百地首領所託，將蝙蝠卷軸送往至紀伊(路線:伊賀-伊勢-熊野古道-紀伊)的百地三太夫，希望以卷軸力量，以保護伊賀之里，脫離織田軍的攻勢。在運送的過程中，不小心打開了卷軸，獲得了看到蝙蝠的能力。在往紀伊的路上，遇到妨礙勘兵衛送卷軸的服部、藤林家忍者(其中有勘兵衛幼年時期共同修練的夥伴，阿新、阿玄、阿權)，為了達成志能備的任務，殺了過去的朋友。伊賀之里被毀，在朋友與恩人相繼死亡之下，認為織田的進攻、朋友的死亡都是蝙蝠設計好的劇本，在盛怒與絕望之下將蝙蝠捲軸深埋於伊勢山中。之後隱居(後稱光森村；諧音為蝙蝠村)。曾經對百地三太夫說道:打從人類出現以前，蝙蝠就存在。蝙蝠要求人們運送他，直到人類滅亡之後，蝙蝠依然存在，他只會嘲笑人類的愚蠢。
耳須彌次郎
沙勿略神父的第一個日本弟子，原本是伊賀的志能備(忍者)，在逃離伊賀之里後受雇於島津家，因結識了法蘭西斯科˙沙勿略，改信天主教。在沙勿略神父瀕死之際，被託付卷軸。原本要將其埋掉，但是彌次郎受不了卷軸的誘惑，交其給伊賀的首領。之後痛改前非，隱居在伊勢海邊。在天正伊賀之亂時，拯救了被河水沖至下游的堪兵衛，在保護卷軸的爭鬥當中被服部氏的忍者所殺。
法蘭西斯科．沙勿略(方濟·沙勿略)
到日本傳教的傳教士。小時候在某個山洞看到蝙蝠壁畫，被蝙蝠選為信差，作出《蝙蝠卷軸》。於島津家傳教，在返回印度的中途大明國，患得疾病。在瀕死之際，將卷軸傳給彌次郎，並且要求彌次郎將《蝙蝠卷軸》埋掉。
百地傑西
百地家後人。在看過凱文的蝙蝠比利漫畫後，就可以看見蝙蝠比利。

## 出版書籍
| 集數 | 講談社         | 講談社                 | 玉皇朝         | 玉皇朝                 | 尖端出版社     | 尖端出版社            |
| 集數 | 發售日期       | ISBN                   | 發售日期       | ISBN                   | 發售日期       | EAN / ISBN            |
| ---- | -------------- | ---------------------- | -------------- | ---------------------- | -------------- | --------------------- |
| 1    | 2009年6月23日  | ISBN 978-4-06-372812-5 | 2011年7月22日  | ISBN 978-988-8089-27-7 | 2011年8月11日  | EAN 471770223939-8    |
| 2    | 2009年11月20日 | ISBN 978-4-06-372853-8 | 2011年7月22日  | ISBN 978-988-8089-28-4 | 2011年8月11日  | EAN 471770223940-4    |
| 3    | 2010年3月23日  | ISBN 978-4-06-372888-0 | 2011年11月1日  | ISBN 978-988-8127-45-0 | 2011年12月7日  | EAN 471770223983-1    |
| 4    | 2010年7月23日  | ISBN 978-4-06-372922-1 | 2011年11月1日  | ISBN 978-988-8127-46-7 | 2012年1月16日  | EAN 471770223984-8    |
| 5    | 2010年11月22日 | ISBN 978-4-06-372955-9 | 2011年11月23日 | ISBN 978-988-8127-47-4 | 2012年4月9日   | EAN 471770224600-6    |
| 6    | 2011年5月23日  | ISBN 978-4-06-387001-5 | 2011年11月23日 | ISBN 978-988-8127-48-1 | 2012年4月30日  | EAN 471770224601-3    |
| 7    | 2011年7月22日  | ISBN 978-4-06-387037-4 | 2011年12月16日 | ISBN 978-988-8127-85-6 | 2012年10月11日 | EAN 471770224911-3    |
| 8    | 2012年2月23日  | ISBN 978-4-06-387078-7 | 2012年6月18日  | ISBN 978-988-8128-86-0 | 2012年11月20日 | EAN 471770224912-0    |
| 9    | 2012年5月23日  | ISBN 978-4-06-387109-8 | 2012年10月3日  | ISBN 978-988-8168-32-3 | 2013年7月5日   | EAN 471770225405-6    |
| 10   | 2012年9月21日  | ISBN 978-4-06-387141-8 | 2013年1月3日   | ISBN 978-988-8169-06-1 | 2013年7月23日  | EAN 471770225406-3    |
| 11   | 2013年3月22日  | ISBN 978-4-06-387196-8 | 2013年6月27日  | ISBN 978-988-8169-77-1 | 2014年9月13日  | EAN 471770225980-8    |
| 12   | 2013年8月23日  | ISBN 978-4-06-387230-9 | 2014年1月27日  | ISBN 978-988-8251-74-2 | 2014年9月13日  | EAN 471770225981-5    |
| 13   | 2013年11月22日 | ISBN 978-4-06-387272-9 | 2014年5月7日   | ISBN 978-988-8252-30-5 | 2015年7月22日  | EAN 471770225982-2    |
| 14   | 2014年4月23日  | ISBN 978-4-06-388326-8 | 2014年7月31日  | ISBN 978-988-8302-26-0 | 2015年7月22日  | EAN 471770226569-4    |
| 15   | 2014年9月22日  | ISBN 978-4-06-388360-2 | 2015年2月4日   | ISBN 978-988-8302-80-2 | 2016年4月12日  | ISBN 978-957-106492-5 |
| 16   | 2015年3月23日  | ISBN 978-4-06-388427-2 | 2015年6月18日  | ISBN 978-988-8326-32-7 | 2016年7月29日  | ISBN 978-957-106656-1 |
| 17   | 2015年8月21日  | ISBN 978-4-06-388487-6 | 2015年11月7日  | ISBN 978-988-8326-88-4 | 2016年12月30日 | ISBN 978-957-107130-5 |
| 18   | 2015年12月22日 | ISBN 978-4-06-388548-4 | 2016年3月26日  | ISBN 978-988-8379-26-2 | 2017年6月7日   | ISBN 978-957-107193-0 |
| 19   | 2016年6月23日  | ISBN 978-4-06-388609-2 | 2016年8月9日   | ISBN 978-988-8379-65-1 | 2017年9月8日   | ISBN 978-957-107289-0 |
| 20   | 2016年9月23日  | ISBN 978-4-06-388643-6 | 2016年10月28日 | ISBN 978-988-8379-85-9 | 2019年11月19日 | ISBN 978-957-107818-2 |

## 相關軼事
在本作中出現了一些著名歷史人物和重大歷史事件。有趣的是無一例外地強調了蝙蝠對這些人物和事件的關鍵性影響，而且都採用了異於傳統的解釋。
已經出現過的著名人物：耶穌、猶大、道格拉斯·麥克阿瑟、約翰·肯尼迪、李·哈維·奧斯瓦爾德、尼爾·阿姆斯特朗、巴茲·奧爾德林、瑪麗蓮·夢露、明智光秀、服部半藏、百地丹波、聖方濟各‧沙勿略、下山定則（國鐵殺人事件受害者）、白洲次郎、華特·迪士尼（影射）、林登·約翰遜、馬丁·路德·金、阿爾伯特·愛因斯坦、阿道夫·希特勒。
已經出現過的歷史事件：本能寺之變（僅暗示了事件的發生）、最後的晚餐、國鐵三大謎案、美國黑人民權運動、約翰·肯尼迪發表總統就職演說以及其後關於航天事業的著名演講《我們選擇登陸月球》、人類首次登月、馬丁·路德·金發表著名演講《我有一個夢想》。
於漫畫中經常出現《Billy Bat》的作中作（原作者為凱文或唐麻雜風），內容大多影射一些已發生或者即將發生的歷史事件（相對於本作當時的「實際時間」而言），漫畫中的人物一般以動物的形象出現：如比利和來棲（蝙蝠）、肯尼迪和夢露（狗）、奧斯瓦爾德（兔子）等，但也有少數保持了人類的形象。後來查克（影射華特·迪士尼）使用手段抄襲這個漫畫並據為己有，以自己的名義出版後成為了世界級的人氣動漫。（影射《米老鼠》）
由於最終話中譯版於港、台相繼上市的日期，接近持保護主義的川普甫當選美國總統期間，和卷末的世界大戰預言背景有相近之處，也引起了讀者高度的討論。

## 外部連結
- Billy Bat官網（日語）